# Ондвор
Ондвор — деревня в Новгородском районе Новгородской области, входит в состав Ракомского сельского поселения.
Расположена в новгородском Поозерье на северо-западном берегу озера Ильмень. Ближайшие населённые пункты: деревни Козынево, Здринога и Ильмень.
| 2010 |
| ---- |
| 28   |